# Colin Montgomerie
Colin Montgomerie (født 23. juni 1963) er en skotsk professionel golfspiller på Europatouren, der har fået tilnavnet «Monty».
Montgomerie vandt Europatourens pengeliste (Order of Merit) hvert år fra 1993 til 1999 og har i alt vundet 28 gange på touren. Han er kommet på andenpladsen i tre major-turneringer: US Open Championship i 1994 og 1997 og US-PGA i 1995. Han kom ind blandt de ti bedste på verdensranglisten for første gang i 1994 og lå som nummer 3 på sit højeste.
Montgomerie har spillet syv Ryder Cup syv gange (1991, 1993, 1995, 1997, 1999, 2002, 2004) og har aldrig tabt en single.
Han blev gjort til OBE i 2004. Hans hjemmeklub er Turnberry i Skotland.